# Сборная Дании по футболу (до 17 лет)
Сборная Дании по футболу до 17 лет (дат. Danmarks U/17-fodboldlandshold) — национальная футбольная команда, представляющая Данию в международных юношеских турнирах. За неё имеют право выступать игроки возрастом 17 лет и младше. Контролируется Датским футбольным союзом. 
Основана в 1964 году как сборная Дании по футболу для игроков до 16 лет; с 2001 года, согласно новому регламенту УЕФА, сборная стала привлекать игроков до 17 лет. 
Сборная 15 раз квалифицировалась на чемпионат Европы до 16 / до 17 лет и один раз сыграла на чемпионате мира (до 17 лет) (в 2011 году).

## Статистика выступлений

### Чемпионат мира до 16 / до 17 лет
| Результаты выступлений на чемпионате мира до 16 лет | Результаты выступлений на чемпионате мира до 16 лет | Результаты выступлений на чемпионате мира до 16 лет | Результаты выступлений на чемпионате мира до 16 лет | Результаты выступлений на чемпионате мира до 16 лет | Результаты выступлений на чемпионате мира до 16 лет | Результаты выступлений на чемпионате мира до 16 лет | Результаты выступлений на чемпионате мира до 16 лет | Результаты выступлений на чемпионате мира до 16 лет |                          |
| Год                                                 | Раунд                                               | И                                                   | В                                                   | Н*                                                  | П                                                   | МЗ                                                  | МП                                                  |                                                     |                          |
| --------------------------------------------------- | --------------------------------------------------- | --------------------------------------------------- | --------------------------------------------------- | --------------------------------------------------- | --------------------------------------------------- | --------------------------------------------------- | --------------------------------------------------- | --------------------------------------------------- | ------------------------ |
| 1985                                                | Не квалифицировалась                                | Не квалифицировалась                                | Не квалифицировалась                                | Не квалифицировалась                                | Не квалифицировалась                                | Не квалифицировалась                                | Не квалифицировалась                                |                                                     |                          |
| 1987                                                | Не квалифицировалась                                | Не квалифицировалась                                | Не квалифицировалась                                | Не квалифицировалась                                | Не квалифицировалась                                | Не квалифицировалась                                | Не квалифицировалась                                |                                                     |                          |
| 1989                                                | Не квалифицировалась                                | Не квалифицировалась                                | Не квалифицировалась                                | Не квалифицировалась                                | Не квалифицировалась                                | Не квалифицировалась                                | Не квалифицировалась                                |                                                     |                          |
| 1991—2009                                           | Не квалифицировалась                                | Не квалифицировалась                                | Не квалифицировалась                                | Не квалифицировалась                                | Не квалифицировалась                                | Не квалифицировалась                                | Не квалифицировалась                                |                                                     |                          |
| 2011                                                | Групповой этап                                      | 3                                                   | 0                                                   | 1                                                   | 2                                                   | 3                                                   | 8                                                   |                                                     |                          |
| 2013—2019                                           | Не квалифицировалась                                | Не квалифицировалась                                | Не квалифицировалась                                | Не квалифицировалась                                | Не квалифицировалась                                | Не квалифицировалась                                | Не квалифицировалась                                |                                                     |                          |
| 2021                                                | Будет определено позднее                            | Будет определено позднее                            | Будет определено позднее                            | Будет определено позднее                            | Будет определено позднее                            | Будет определено позднее                            | Будет определено позднее                            | Будет определено позднее                            | Будет определено позднее |

*В число ничьих включены матчи, завершившиеся серией послематчевых пенальти.

### Чемпионат Европы до 16 / до 17 лет
| Результаты выступлений на чемпионатах Европы до 16 / до 17 лет | Результаты выступлений на чемпионатах Европы до 16 / до 17 лет | Результаты выступлений на чемпионатах Европы до 16 / до 17 лет | Результаты выступлений на чемпионатах Европы до 16 / до 17 лет | Результаты выступлений на чемпионатах Европы до 16 / до 17 лет | Результаты выступлений на чемпионатах Европы до 16 / до 17 лет | Результаты выступлений на чемпионатах Европы до 16 / до 17 лет | Результаты выступлений на чемпионатах Европы до 16 / до 17 лет | Результаты выступлений на чемпионатах Европы до 16 / до 17 лет |
| Год                                                            | Раунд                                                          | И                                                              | В                                                              | Н*                                                             | П                                                              | МЗ                                                             | МП                                                             |                                                                |
| -------------------------------------------------------------- | -------------------------------------------------------------- | -------------------------------------------------------------- | -------------------------------------------------------------- | -------------------------------------------------------------- | -------------------------------------------------------------- | -------------------------------------------------------------- | -------------------------------------------------------------- | -------------------------------------------------------------- |
| 1982                                                           | Не квалифицировалась                                           | Не квалифицировалась                                           | Не квалифицировалась                                           | Не квалифицировалась                                           | Не квалифицировалась                                           | Не квалифицировалась                                           | Не квалифицировалась                                           |                                                                |
| 1984                                                           | Не квалифицировалась                                           | Не квалифицировалась                                           | Не квалифицировалась                                           | Не квалифицировалась                                           | Не квалифицировалась                                           | Не квалифицировалась                                           | Не квалифицировалась                                           |                                                                |
| 1985                                                           | Не квалифицировалась                                           | Не квалифицировалась                                           | Не квалифицировалась                                           | Не квалифицировалась                                           | Не квалифицировалась                                           | Не квалифицировалась                                           | Не квалифицировалась                                           |                                                                |
| 1986                                                           | Групповой этап                                                 | 3                                                              | 1                                                              | 1                                                              | 1                                                              | 4                                                              | 3                                                              |                                                                |
| 1987                                                           | Групповой этап                                                 | 3                                                              | 0                                                              | 2                                                              | 1                                                              | 2                                                              | 3                                                              |                                                                |
| 1988                                                           | Не квалифицировалась                                           | Не квалифицировалась                                           | Не квалифицировалась                                           | Не квалифицировалась                                           | Не квалифицировалась                                           | Не квалифицировалась                                           | Не квалифицировалась                                           |                                                                |
| 1989                                                           | Групповой этап                                                 | 3                                                              | 1                                                              | 0                                                              | 2                                                              | 10                                                             | 9                                                              |                                                                |
| 1990                                                           | Групповой этап                                                 | 3                                                              | 2                                                              | 0                                                              | 1                                                              | 10                                                             | 3                                                              |                                                                |
| 1991                                                           | Групповой этап                                                 | 3                                                              | 0                                                              | 1                                                              | 2                                                              | 3                                                              | 7                                                              |                                                                |
| 1992                                                           | Групповой этап                                                 | 3                                                              | 1                                                              | 0                                                              | 2                                                              | 2                                                              | 4                                                              |                                                                |
| 1993                                                           | Не квалифицировалась                                           | Не квалифицировалась                                           | Не квалифицировалась                                           | Не квалифицировалась                                           | Не квалифицировалась                                           | Не квалифицировалась                                           | Не квалифицировалась                                           |                                                                |
| 1994                                                           | 2-е место                                                      | 6                                                              | 3                                                              | 1                                                              | 2                                                              | 15                                                             | 13                                                             |                                                                |
| 1995                                                           | Не квалифицировалась                                           | Не квалифицировалась                                           | Не квалифицировалась                                           | Не квалифицировалась                                           | Не квалифицировалась                                           | Не квалифицировалась                                           | Не квалифицировалась                                           |                                                                |
| 1996                                                           | Не квалифицировалась                                           | Не квалифицировалась                                           | Не квалифицировалась                                           | Не квалифицировалась                                           | Не квалифицировалась                                           | Не квалифицировалась                                           | Не квалифицировалась                                           |                                                                |
| 1997                                                           | Не квалифицировалась                                           | Не квалифицировалась                                           | Не квалифицировалась                                           | Не квалифицировалась                                           | Не квалифицировалась                                           | Не квалифицировалась                                           | Не квалифицировалась                                           |                                                                |
| 1998                                                           | Четвертьфинал                                                  | 4                                                              | 1                                                              | 2                                                              | 1                                                              | 2                                                              | 3                                                              |                                                                |
| 1999                                                           | Групповой этап                                                 | 3                                                              | 1                                                              | 0                                                              | 2                                                              | 2                                                              | 2                                                              |                                                                |
| 2000                                                           | Групповой этап                                                 | 3                                                              | 1                                                              | 0                                                              | 2                                                              | 7                                                              | 7                                                              |                                                                |
| 2001                                                           | Не квалифицировалась                                           | Не квалифицировалась                                           | Не квалифицировалась                                           | Не квалифицировалась                                           | Не квалифицировалась                                           | Не квалифицировалась                                           | Не квалифицировалась                                           |                                                                |
| 2002                                                           | Четвертьфинал                                                  | 4                                                              | 1                                                              | 3                                                              | 0                                                              | 12                                                             | 6                                                              |                                                                |
| 2003                                                           | Групповой этап                                                 | 3                                                              | 1                                                              | 0                                                              | 2                                                              | 4                                                              | 5                                                              |                                                                |
| 2004                                                           | Не квалифицировалась                                           | Не квалифицировалась                                           | Не квалифицировалась                                           | Не квалифицировалась                                           | Не квалифицировалась                                           | Не квалифицировалась                                           | Не квалифицировалась                                           |                                                                |
| 2005                                                           | Не квалифицировалась                                           | Не квалифицировалась                                           | Не квалифицировалась                                           | Не квалифицировалась                                           | Не квалифицировалась                                           | Не квалифицировалась                                           | Не квалифицировалась                                           |                                                                |
| 2006                                                           | Не квалифицировалась                                           | Не квалифицировалась                                           | Не квалифицировалась                                           | Не квалифицировалась                                           | Не квалифицировалась                                           | Не квалифицировалась                                           | Не квалифицировалась                                           |                                                                |
| 2007                                                           | Не квалифицировалась                                           | Не квалифицировалась                                           | Не квалифицировалась                                           | Не квалифицировалась                                           | Не квалифицировалась                                           | Не квалифицировалась                                           | Не квалифицировалась                                           |                                                                |
| 2008                                                           | Не квалифицировалась                                           | Не квалифицировалась                                           | Не квалифицировалась                                           | Не квалифицировалась                                           | Не квалифицировалась                                           | Не квалифицировалась                                           | Не квалифицировалась                                           |                                                                |
| 2009                                                           | Не квалифицировалась                                           | Не квалифицировалась                                           | Не квалифицировалась                                           | Не квалифицировалась                                           | Не квалифицировалась                                           | Не квалифицировалась                                           | Не квалифицировалась                                           |                                                                |
| 2010                                                           | Не квалифицировалась                                           | Не квалифицировалась                                           | Не квалифицировалась                                           | Не квалифицировалась                                           | Не квалифицировалась                                           | Не квалифицировалась                                           | Не квалифицировалась                                           |                                                                |
| 2011                                                           | Полуфинал                                                      | 4                                                              | 3                                                              | 0                                                              | 1                                                              | 6                                                              | 4                                                              |                                                                |
| 2012                                                           | Не квалифицировалась                                           | Не квалифицировалась                                           | Не квалифицировалась                                           | Не квалифицировалась                                           | Не квалифицировалась                                           | Не квалифицировалась                                           | Не квалифицировалась                                           |                                                                |
| 2013                                                           | Не квалифицировалась                                           | Не квалифицировалась                                           | Не квалифицировалась                                           | Не квалифицировалась                                           | Не квалифицировалась                                           | Не квалифицировалась                                           | Не квалифицировалась                                           |                                                                |
| 2014                                                           | Не квалифицировалась                                           | Не квалифицировалась                                           | Не квалифицировалась                                           | Не квалифицировалась                                           | Не квалифицировалась                                           | Не квалифицировалась                                           | Не квалифицировалась                                           |                                                                |
| 2015                                                           | Не квалифицировалась                                           | Не квалифицировалась                                           | Не квалифицировалась                                           | Не квалифицировалась                                           | Не квалифицировалась                                           | Не квалифицировалась                                           | Не квалифицировалась                                           |                                                                |
| 2016                                                           | Групповой этап                                                 | 3                                                              | 1                                                              | 1                                                              | 1                                                              | 2                                                              | 3                                                              |                                                                |
| 2017                                                           | Не квалифицировалась                                           | Не квалифицировалась                                           | Не квалифицировалась                                           | Не квалифицировалась                                           | Не квалифицировалась                                           | Не квалифицировалась                                           | Не квалифицировалась                                           |                                                                |
| 2018                                                           | Групповой этап                                                 | 3                                                              | 0                                                              | 0                                                              | 3                                                              | 2                                                              | 5                                                              |                                                                |
| 2019                                                           | Не квалифицировалась                                           | Не квалифицировалась                                           | Не квалифицировалась                                           | Не квалифицировалась                                           | Не квалифицировалась                                           | Не квалифицировалась                                           | Не квалифицировалась                                           |                                                                |
| 2020                                                           | Будет определено позднее                                       | Будет определено позднее                                       | Будет определено позднее                                       | Будет определено позднее                                       | Будет определено позднее                                       | Будет определено позднее                                       | Будет определено позднее                                       |                                                                |

*В число ничьих включены матчи, завершившиеся серией послематчевых пенальти.